# Jean-Yves Moyart
Jean-Yves Moyart, también conocido como Maître Mô (Lille, 21 de octubre de 1967 - 20 de febrero de 2021) fue un abogado penalista y bloguero francés. 

## Biografía
Los padres de Moyart eran profesores de literatura en Lille, donde nació el 21 de octubre de 1967. En 1992 obtuvo una maestría en teoría del derecho y ciencias jurídicas en la Universidad de Lille 2.  Ese mismo año se unió al Colegio de Abogados de Lille y trabajó como penalista en el despacho de Philippe Simoneau y Christian Delbé, antes de abrir su propio bufete en 1994.
En la primavera de 2008, Moyart abrió un blog bajo el seudónimo de "Maître Mô", que contaba con más de 100.000 visitas en 2011, gracias en parte a la notoriedad otorgada por Maître Eolas. Ese mismo año, muchos de sus textos fueron publicados por Éditions de la Table ronde bajo el título Au guet-apens: chroniques de la justice pénale ordinaire. En 2015, anunció que la mitad de sus actividades se referían a casos de personas beneficiarias de asistencia jurídica.  Defendió a Maître Eolas en el proceso penal iniciado contra él por el Institut pour la Justice (IPJ). También defendió a Denis Waxin. 
Jean-Yves Moyart falleció el 20 de febrero de 2021 a la edad de 53 años.

## Obras
- Au guet-apens : chroniques de la justice pénale ordinaire (2011) [11]